# El Zulia Ilustrado

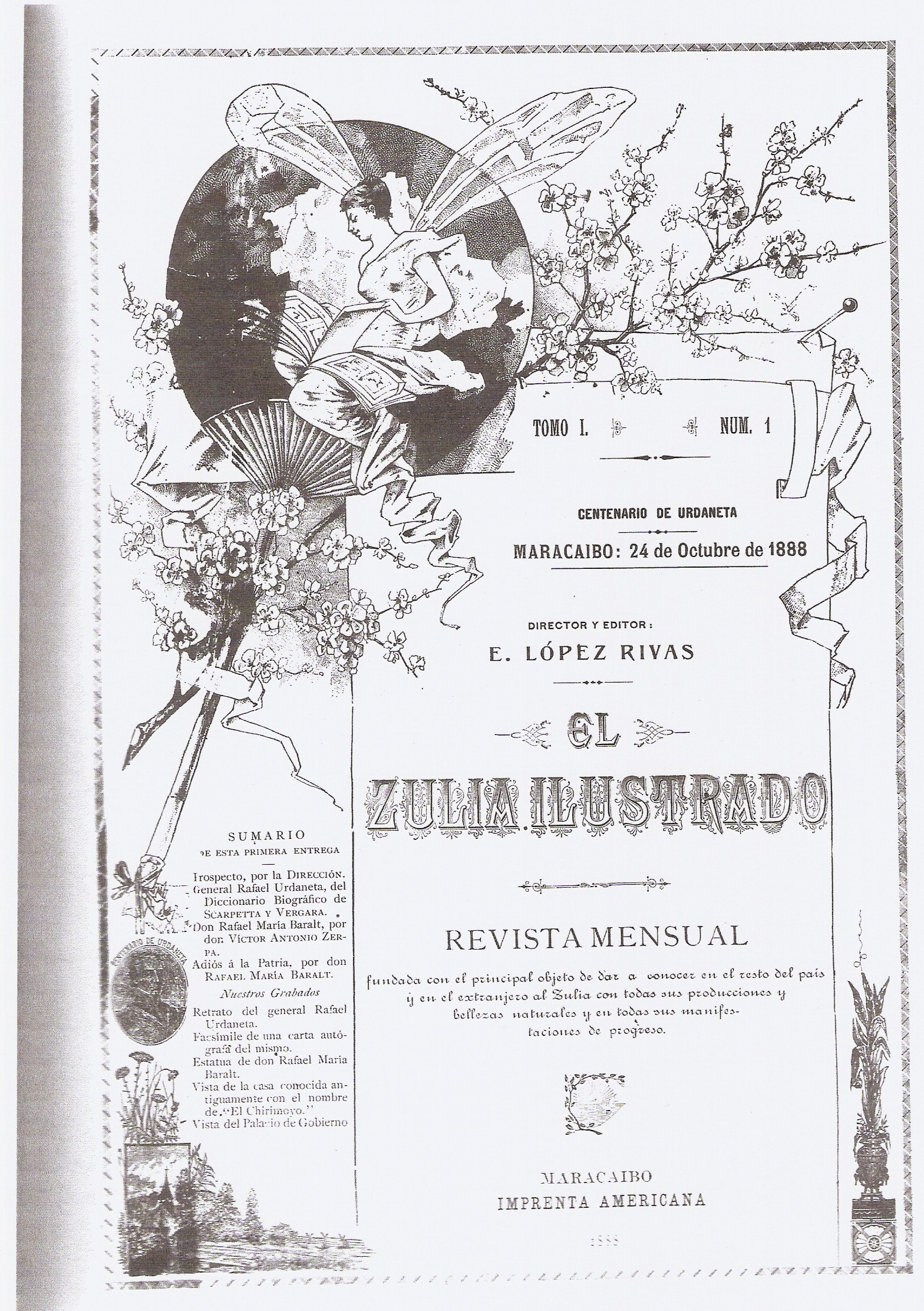
El Zulia ilustrado

El Zulia Ilustrado (littéralement « Le Zulia illustré ») est l'un des magazines les plus importants au Venezuela à la fin du XIXe siècle. Cet magazine est le premier périodique vénézuélien à imprimer des images et des photos.

## Histoire
El Zulia ilustrado a été fondée à Maracaibo par l'éditeur et journaliste Eduardo López Rivas, qui a créé le magazine afin de promouvoir l´État de Zulia. Le premier numéro a été publié le 24 octobre 1888, à l'occasion du centième anniversaire de la naissance du héros vénézuélien Rafael Urdaneta, né à Maracaibo.
Le magazine a été édité par la maison d´édition de Eduardo Lopez Rivas, Imprenta Americana, et circulait au Venezuela et à l'extérieur du pays. Le dernier numéro d´El Zulia ilustrado a été publié en décembre 1891.

## Pionnier en images
El Zulia ilustrado occupe une place importante dans l'histoire de la presse au Venezuela, car c´est le premier périodique du pays qui a imprimé des gravures et des photos.
C'était un magazine mensuel élégant, fait sur papier glacé. Chaque numéro avait des dessins sur une grande variété de sujets, liés à l'histoire et à la culture de l'État de Zulia. Les dessins des héros locaux, de la faune de Zulia, de la ville de Maracaibo ou des paysages de campagne, ont tous été faites par López Rivas lui-même, professeur de dessin formé en France,.